# Dudu Lima
Carlos Eduardo dos Santos Lima (* 28. November 1988 in Volta Redonda), auch bekannt als Dudu Lima, ist ein brasilianischer Fußballspieler.

## Karriere
Dudu Lima erlernte spielte von 2009 bis Mai 2016 bei verschiedenen unterklassigen Vereinen in seinem Heimatland Brasilien. Am 1. Juni 2016 ging er nach Vietnam. Hier unterschrieb er in Ho-Chi-Minh-Stadt einen Vertrag beim Erstligisten Sài Gòn FC. Nach 14 Erstligaspielen, in denen er sieben Treffer erzielte, wechselte er im Februar 2017 zum thailändischen Drittligisten Udon Thani FC. Am Ende der Saison wurde er mit dem Verein Vizemeister der Upper-Region und stieg somit in die zweite Liga auf. Von 2018 bis 2020 spielte er für Ayvalıkgücü, Zeravani SC und Suncity in Macau. Mitte Dezember 2020 kehrte er nach Thailand zurück. Hier schloss er sich in Nonthaburi dem Drittligisten Nonthaburi United S.Boonmeerit FC. Mit dem Verein spielte er in der Bangkok Metropolitan Region. Im Januar 2023 wechselte er in die Western Region, wo er einen Vertrag beim Hua Hin City FC unterschrieb. Im Sommer 2023 verpflichtete ihn der in der Bangkok Metropolitan Region spielende Bangkok FC. Am Ende der Saison feierte er mit dem Verein aus der Hauptstadt Bangkok die Meisterschaft der Region sowie den Aufstieg in die zweite Liga. Nach 15 Zweitligaspielen, in denen er neun Treffer erzielte, wechselte er im Dezember 2024 zum Erstligisten Nakhon Ratchasima FC. Nach 15 Ligaspielen, in denen er zwei Treffer erzielte, wurde sein Vertrag im Sommer 2025 nicht verlängert. Im Juni 2025 nahm ihn sein ehemaliger Verein, der Zweitligist Bangkok FC, wieder unter Vertrag.

## Erfolge
Bangkok FC
- Thai League 3 – Bangkok Metropolitan: 2023/24  ▲